# Concert du nouvel an 2016 à Vienne
Le concert du nouvel an 2016 de l'orchestre philharmonique de Vienne, qui a lieu le 1er janvier 2016, est le 76e concert du nouvel an donné au Musikverein, à Vienne, en Autriche. Il est dirigé  pour la troisième et dernière fois par le chef d'orchestre letton Mariss Jansons, quatre ans après sa dernière apparition.
C'est la première et unique fois qu'une œuvre de l'Autrichien Robert Stolz (la marche Uno-Marsch) est interprétée lors d'un concert du nouvel an au Musikverein. C'est également la première fois qu'une pièce du français Émile Waldteufel (la valse Espana) y est jouée, lequel sera à nouveau au programme l'année suivante.
Huit pièces sur les vingt-et-une au total sont jouées pour la première fois au concert du nouvel an. En outre, les Petits chanteurs de Vienne sont présents sur deux d'entre elles.

## Programme

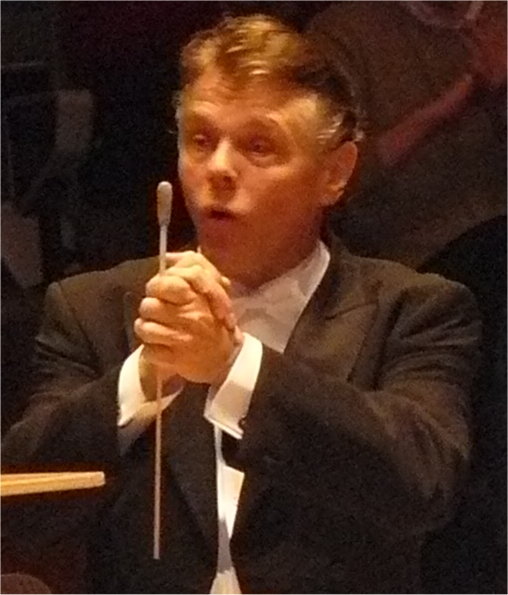
Le chef Mariss Jansons (en 2008)

Les pièces suivies d'un astérisque (*) sont jouées pour la première fois.

### Première partie
1. Robert Stolz : UNO-Marsch, marche, op.1275*
2. Johann Strauss II : Schatz-Walzer, valse, op. 418
3. Johann Strauss II : Violetta, polka française, op. 404*
4. Johann Strauss II : Vergnügungszug, polka rapide, op. 281
5. Carl Michael Ziehrer : Weaner Madl'n, valse op. 388*
6. Eduard Strauss : Mit Extrapost, polka rapide, op. 259

### Deuxième partie
1. Johann Strauss II : ouverture de l'opérette Eine Nacht in Venedig (version viennoise)
2. Eduard Strauss : Ausser Rand und Band, polka rapide, op. 168*
3. Josef Strauss : Sphärenklänge, valse, op. 235
4. Johann Strauss II : Sängerslust, polka française, op. 328, œuvre chantée par les Petits chanteurs de Vienne*
5. Josef Strauss : Auf Ferienreisen, polka rapide, op. 133, œuvre chantée par les Petits chanteurs de Vienne
6. Johann Strauss II : deuxième entr’acte de l'opérette Fürstin Ninetta (de)*
7. Émile Waldteufel : España, valse, op. 236*
8. Josef Hellmesberger I : Ballszene*
9. Johann Strauss : Seufzer-Galopp, galop, op. 9
10. Josef Strauss : Die Libelle, polka-mazurka, op. 204
11. Johann Strauss II : Kaiserwalzer, valse, op. 437
12. Johann Strauss II : Auf der Jagd, polka rapide, op. 373

### Rappels
1. Johann Strauss II : Im Sturmschritt, polka rapide, op. 348
2. Johann Strauss II : Le Beau Danube bleu, valse, op. 314
3. Johann Strauss : Marche de Radetzky, marche, op. 228

## Discographie
- Mariss Jansons, Vienna Philharmonic – New Year's Concert 2016 : Sony Classical – 88875174752, 2 CD[1]

## Vidéographie
- Mariss Jansons, Vienna Philharmonic – New Year's Concert 2016 : Sony Classical – 88875174799, Bluray[2]